# 20-й пехотный полк (Австро-Венгрия)
20-й Галицийский пехотный полк (нем. Galizisches Infanterie-Regiment Nr. 20), полное название 20-й Галицийский пехотный полк принца Генриха Прусского (нем. Galizisches Infanterie-Regiment Nr. 20 "Heinrich Prinz von Preußen") — галицийский (польский) пехотный полк Единой армии Австро-Венгрии.

## История
Образован в 1681 году. Участвовал в австро-турецких и Наполеоновских войнах, Семилетней и Австро-итало-прусской войне, а также в подавлении Венгерского восстания. До 1882 года у полка было много покровителей, в том числе и  генерал-фельдмаршал Франц Мориц де Ласси. С 1882 года покровителем полка был принц Генрих Пруский. Полковым праздником было 27 июня. Носил прозвища «Двадцатники».
Полк состоял из 4-х батальонов: 1-й, 2-й и 4-й базировались в Кракау, 3-й — в Нойзандеце.
Национальный состав полка по состоянию на 1914 год: 86% — поляки, 14% — прочие национальности. Штабом полка были казармы Франца-Иосифа в Кракове на улице Райской.
Полк сражался на Восточном и Итальянском фронтах Первой мировой войны. В ходе так называемых реформ Конрада с июня 1918 года число батальонов было сокращено до трёх, и 4-й батальон был расформирован.

## Командиры
- 1859: полковник Густав Арндт[9]
- 1865: полковник Альфонс Вимпффен[10]
- 1879: полковник Фридрих Матес[11]
- 1908—1910: полковник Ойген Пошманн[12]
- 1911—1914: полковник Станислав Пухальский[2]

## Известные военнослужащие
- Виктор Гжесицкий[пол.], генерал-майор армии Австро-Венгрии
- Казимеж Тадеуш Маевский[пол.], полковник Войска Польского
- Роман Полляк[пол.], историк и литературовед
- Кароль Романчик[пол.], подинспектор Государственной полиции Польши, расстрелян в Катыни
- Марьян Серафинюк[пол.], майор Войска Польского
- Леопольд Гебель[пол.], подполковник Войска Польского
- Юзеф Урбанек[пол.], подполковник Войска Польского
- Альфонс Цибулька, словацкий композитор